# Zhovkva
Zhovkva (em ucraniano:  Жовква [ˈʒɔu̯kwɐ]; em polonês/polaco:  Żółkiew; em iídiche:  זאָלקוואַ; em russo:  Жо́лква, 1951–1992: Нестеров Nesterov) é uma cidade da Ucrânia, situada no Oblast de Leópolis. Tem 7,64 km² de área e sua população em 2020 foi estimada em 13.899 habitantes.